# Trollinger (Rebsorte)

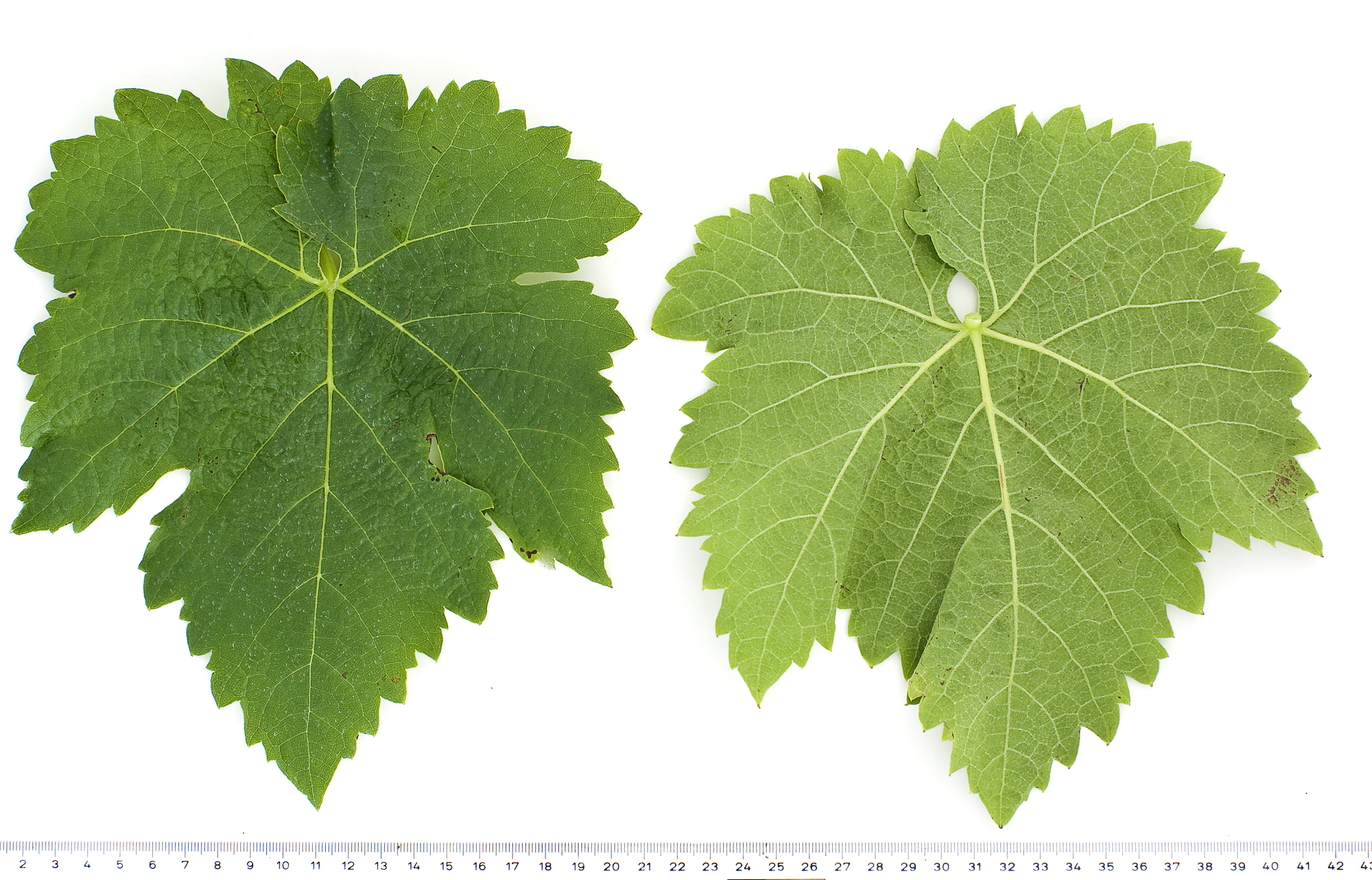
Blatt von Schiava grossa

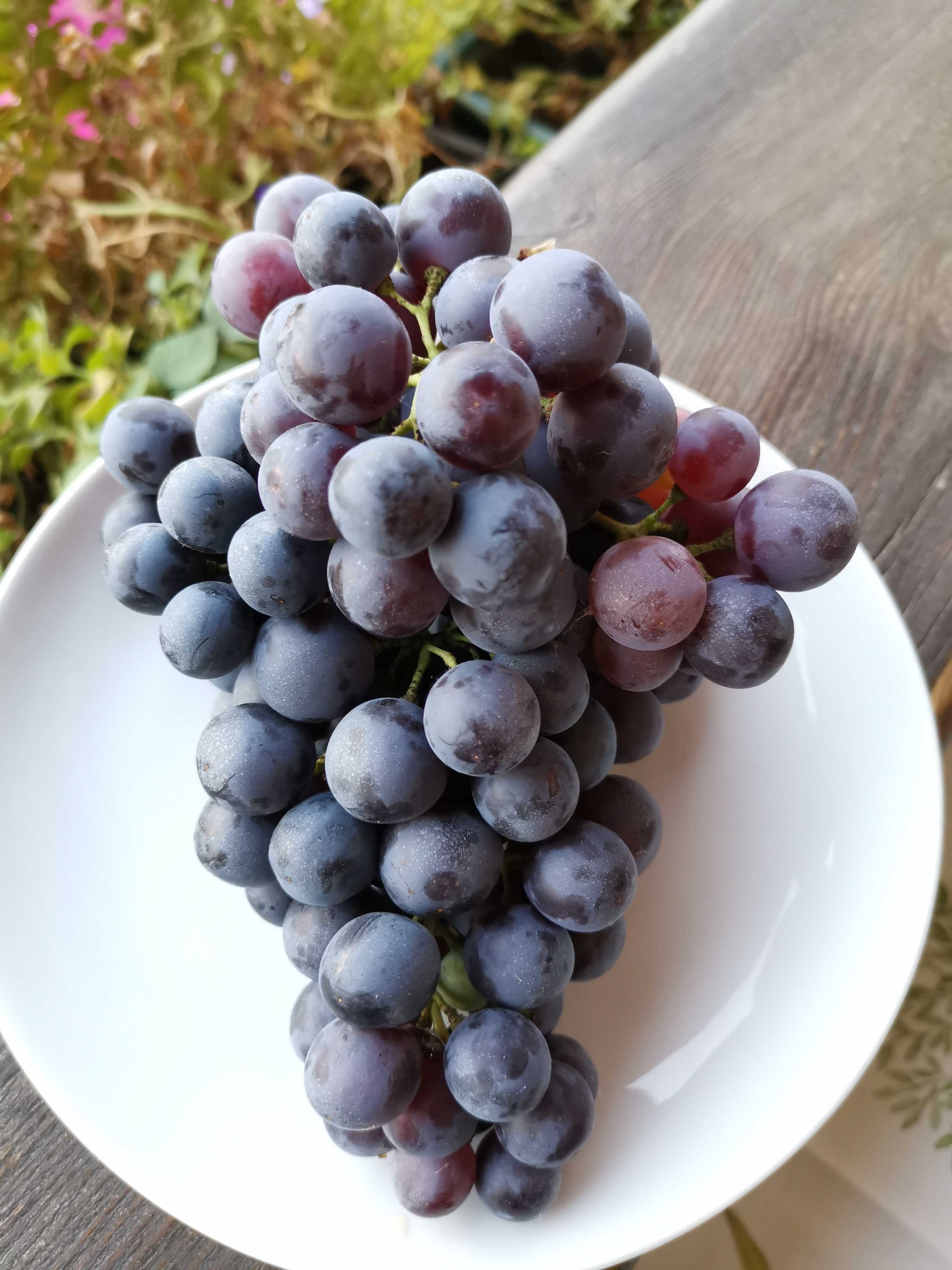
Vernatschtraube

Die Rebsorte Trollinger, auch Blauer Trollinger, in Deutschland Basis für den gleichnamigen Wein, ist fast immer identisch mit Großvernatsch (Name in Südtirol) bzw. Schiava Grossa (im italienischsprachigen Raum). Diese Sorte aus der Vernatschfamilie stammt mit hoher Wahrscheinlichkeit aus dem südlichen historischen Tirol, d. h. dort aus dem Etschtal und soll vor der modernen Dominanz in der Familie vor allem im Burggrafenamt (Meraner Raum) typisch gewesen sein. Der in Deutschland gebräuchliche Name ist aus „Tirolinger“ entstanden und seit dem 16. Jahrhundert nachgewiesen. Die Rebsorte wird zur Weingewinnung fast nur in Südtirol/Nordtrentino und Württemberg genutzt. Unter der Bezeichnung Black Hamburg und Synonymen hatte die Sorte bis zur Züchtung resistenterer Kreuzungen weltweit starke Verwendung als Tafeltraube und war auch mehrfach Elternteil bei Neuzüchtungen.
Nicht nah verwandt sind die unterschiedlichen Vernacciaweine und die kaum bekannte Schiava Lombarda.

## Anbau
Zu den noch ca. 2.170 Hektar Trollinger in Deutschland und schrumpfenden ca. 780 Hektar Vernatsch in Südtirol siehe die Detaildaten auf den verlinkten Seiten der Weine. Mit Ausnahme des nördlichen Trentino hat die Rebsorte im restlichen Italien keine Bedeutung mehr, in den 1990er Jahren betrug die bestockte Rebfläche innerhalb Italiens noch 3.415 Hektar. Ihr Anbau ist laut italienischen Weingesetzen in den Provinzen Bergamo, Bozen, Trient und Verona empfohlen. Zugelassen ist sie in der Provinz Brescia.
Im 18. Jahrhundert gelangte die Sorte über den Hafen von Hamburg nach England. Warner war der Erste, der den Trollinger dort unter Glas zog und als Tafeltraube vermarktete. Später wurde sie auch in großem Stil in den Gewächshäusern der Cumberland Lodge im Park der Windsor, des Hampton Court Palace und von Sillwood Park angebaut. Zur Tafeltraubengewinnung wurde die Sorte dann weltweit lange auf großen Flächen angebaut und verkauft.
Innerhalb Deutschlands verteilte sich die bestockte Rebfläche 2019 wie folgt:
| Weinbaugebiet          | Rebfläche (Hektar) |
| Ahr                    | –                  |
| Baden                  | 24                 |
| Franken                | –                  |
| Hessische Bergstraße   | –                  |
| Mittelrhein            | –                  |
| Mosel                  | –                  |
| Nahe                   | –                  |
| Pfalz                  | 2                  |
| Rheingau               | –                  |
| Rheinhessen            | 8                  |
| Saale-Unstrut          | –                  |
| Sachsen                | –                  |
| Stargarder Land        | –                  |
| Württemberg            | 2.106              |
| TOTAL Deutschland 2019 | 2.140              |

Quelle: Rebflächenstatistik vom 24. August 2020, Statistisches Bundesamt, Wiesbaden
Siehe auch die Artikel Weinbau in Deutschland, Weinbau in Italien, Weinbau in Frankreich, Weinbau in Portugal, Weinbau in Chile und Weinbau im Vereinigten Königreich sowie die Liste von Rebsorten.

## Ampelographische Sortenmerkmale
Die ‚Großvernatsch‘-Rebe, sticht auch innerhalb der Familie mit den für eine Weintraube ungewöhnlich großen Traubenbeeren hervor.
In der Ampelographie wird der Habitus folgendermaßen beschrieben:
- Die Triebspitze ist offen. Sie ist weißwollig behaart und an den Spitzen leicht rötlich gefärbt. Die hellgrünen Jungblätter mit ihren bronzefarbenen Rändern sind hingegen nur spinnwebig behaart.
- Die mittelgroßen Blätter sind relativ dick sowie fünflappig und mitteltief gebuchtet. Die Stielbucht ist lyren-förmig offen, kann jedoch auch überlappend geschlossen sein. Das Blatt ist stumpf gezahnt. Die Zähne sind im Vergleich der Rebsorten eng gesetzt. Die Blattoberfläche (auch Spreite genannt) ist blasig derb.
- Die walzenförmige Traube ist mittelgroß und mäßig lockerbeerig. Die rundlichen bis leicht ovalen Beeren sind groß und von blauschwarzer Farbe. Das Aroma der saftigen Beere ist neutral aber geschmacklich leicht grasig. Die Beerenhaut ist dünn, so dass sie kaum zum Versand geeignet ist und somit als Tafeltraube nur lokal Erfolg kennt.

Die Beeren reifen ca. 20 Tage nach denen des Gutedels. Sie gilt nach internationalem Maßstab somit als nicht spät reifend, kann im kühlen Weinbauklima Deutschlands jedoch nur in guten, hängigen Lagen zur Vollreife kommen.
Der wuchsfreudige Trollinger ist nicht sehr frostresistent. Die Sorte ist zudem anfällig gegen den Echten Mehltau und den Falschen Mehltau. Die Erträge sind meist zu hoch, so dass durch eine gezielte Reberziehung eine Ertragsminderung durchgeführt werden muss, um gute Weinqualitäten zu erzielen. Zur Qualitätsverbesserung wird der Traubenansatz noch im unreifen Zustand zunehmend reduziert, was als „Ausdünnen“ oder „grüne Lese“ bezeichnet wird.

## Neuzüchtungen mit dem Trollinger
Als eigenständige Sorte wird seltener der Muskat-Trollinger (oder Muscat de Hambourg) angebaut, der noch später reift und ertragsunsicher ist. Er weist ein zartes Muskat-Aroma auf und bringt in guten Jahren hervorragende Weine hervor.
Der Rebenzüchter August Herold machte sich nicht nur um die Erhaltungszucht des Trollingers verdient, sondern nutzte ihn auch als Kreuzungspartner der Neuzüchtungen Kerner und Helfensteiner.
Heinrich Birk, Mitarbeiter der Forschungsanstalt Geisenheim, nutzte die Rebsorte ebenfalls bei der Entwicklung neuer Sorten. Rotberger und Witberger sind zwei dieser Neuentwicklungen.
1969 wurde von der Staatlichen Lehr- und Versuchsanstalt für Wein- und Obstbau in Weinsberg die Rebsorte Palas als Kreuzung zwischen dem Trollinger und der Rubintraube vorgestellt. Vorher wurde an gleicher Stelle bereits die Sorte Happenbach gezüchtet.

## Synonyme
Aufgrund der weiten Verbreitung ist der Trollinger auch unter folgenden 201 Namen bekannt: Admiral, Aegypter, Aegyptische, Aegyptischer, Aleksandriskii Chernyi, Baccaria, Bacheracher, Bachtraube, Bammerer, Barth Der Alten, Bilsenroth, Black Gibralter, Black Hambourg, Black Hamburg, Black Hamburgh, Black Prince, Black Tripol, Black Tripoli, Blaue Frankenthaler Traube, Blaue Trollinger, Blauer Gelbhoelzer, Blauer Malvasier, Blauer Trollinger, Blauer Wingertshaeuser, Blauwaelsche, Blook Hamburg, Bocksauge, Bocksaugen, Bocksbeutel, Bockshoden, Bockstraube, Bommerer, Braddick's Seedling, Braddick's Seedling Hamburgh, Bresciana, Bressana, Brown Hamburg, Bruxellois, Bruxelloise, Chasselas Bleu De Windsor, Chasselas De Jerusalem, Chasselas De Windsor, Columeliatraube, Dachtraube, Dutch Hamburg, Dutch Hamburgh, Edel-Vernatsch, Edelvernatsch, Fleisch Trauben, Fleischtraube, Frankendale, Frankentaler, Frankenthal, Frankenthal Noir, Frankenthaler, Frankenthali, Garnston Black Hamburg, Garston Black Hamburgh, Gelbe Trollinger, Gelbholziger Schwarzblauer Trollinger, Gelbholziger Trollinger, Gibraltar, Grand Noir, Gros Bleu, Gros Noir, Gros Plant Grand Noir, Gross Vernatsch, Gross-Vernatsch, Grosse Race, Grosser Burgunder, Grossitaliener, Grossroth, Grossschwarzer, Grossvernatsch, Grossvernatsch Blauer, H. Streford, H.Victoria, Hamburgh, Hammelshoden, Hammelsschelle, Hammelssohlen, Hampton Court, Hampton Court Black Hamburgh, Hampton Court Vine, Hudler, Huttler, Imperator, Kechmish Ali Violet, Kek Trollingi, Khei-Khan, Kish-Mish Ali, Kleinvernatsch, Knevet's Black Hamburgh, Knevett's Black Hamburgh, Koelner Blau, Kolner Blau, Kreuzertraube, Lambert, Lamper, Languedoc, Lombard, Lugiana Nera, Maltheser Roth, Malvasier, Malvoisier, Meraner Kurtraube, Ministra, Modri Tirolan, Moerchel, Mohrendutte, Mohrentutten, Morrokin Barbaron, Muscatellier Noir, Nogaret Gros Race, Nougaret Grosse Race, Oxen Noir, Pfundtraube, Plant De Paris, Pommerer, Pope Hamburgh, Popes, Postizza, Prince Albert, Purple Hamburg, Purple Hamburgh, Queen Victoria, Raisin Bleu, Raisin Bleu De Frankenthal, Raisin Bleu Recherche, Raisin De Frankenthal, Raisin De Languedoc, Red Hamburgh, Rheinwein Blau, Richmond Villa, Richmond Villa Hamburgh, Rothelbner, Rother Maltheser, Salisbury Violet, Salisbury Violette, Schiava, Schiavona Del Trentino, Schiavona Di Merano Nera, Schiavone, Schiavone Di Merano Nero, Schlamper, Schliege, Schlinge, Schwarzblauer, Schwarzblauer Trollinger, Schwarze Ordinaere, Schwarzer, Schwarzer Gutedel, Schwarzer Waelscher, Schwarzer Welscher, Schwarzwaelsch, Schwarzwaelscher, Schwarzwelscher, Spanisch Blau, Straihntraube, Straihutraube, Suedtiroler Kurtrauben, Teplichnyi Chernyi, Tirolan Crni, Tirolinger, Toroldola Grossa, Tripoli, Tripoli Victoria Hamburgh, Trolinger, Trolinske, Troller, Trollinger, Trollinger Blau, Trollinger Blauer, Trollinger Gelbholzig, Trollinger Obiknovennii, Trollinger Weissholzig, Trollingi Kek, Tschaggele, Ungarische Rote, Uva Cenerente, Uva Cenerinte, Uva Meranese, Uva Nera D'amburgo, Valentine, Valentines, Velko Modre, Vernaggio, Vernatsch, Vernatsch Gross, Victoria, Victoria Hamburgh, Warner's Black Hamburg, Warner's Hamburgh, Weissholziger, Weissholziger Trollinger, Welke Burgundske, Welko Modre, Welscher, Wilmot's Hamburgh, Zottelwaelscher, Zottler.